# Birthe Kjær
Birthe Kjær (Aarhus, 1º settembre 1948) è una cantante danese.
Ha partecipato in rappresentanza della Danimarca all'Eurovision Song Contest 1989 gareggiando con il brano Vi maler byen rød e classificandosi al terzo posto.
Nel 2004 ha collaborato con i Safri Duo per il brano Hvor' vi fra?, inno della nazionale danese di calcio ad Euro 2004.

## Discografia
| Anno | Album                            | Posizione raggiunta |
| Anno | Album                            | DAN                 |
| ---- | -------------------------------- | ------------------- |
| 2001 | Længe leve livet                 | 25                  |
| 2003 | På en fransk altan               | 20                  |
| 2005 | 6 originale albums fra 1969 - 77 | 10                  |
| 2006 | Lys i mørket                     | 19                  |
| 2007 | Let It Snow                      | 15                  |
| 2008 | Gennem 40 år                     | 10                  |
| 2011 | Smile                            | 10                  |
| 2013 | Birthe                           | 5                   |